# زندگی واقعی (رمان)
زندگی واقعی (۲۰۲۰) اولین رمان نویسنده آمریکایی، آلاباما، برندون تیلور است. این کتاب که به عنوان یک رمان در دانشگاه و یک رمان در حال ظهور توصیف می‌شود، از تجربیات یک دانشجوی دکترای همجنسگرای، سیاه‌پوست در یک دوره آموزش دکترای عمدتاً سفیدپوست، میانه وسترن می‌گوید.

## تقدیر انتقادی
باربارا وان دنبورگ، که برای یواس‌ای تودی می نوشت، آن را به عنوان یکی از نه کتاب LGBTQ انتخاب کرد که برای Pride Month بخواند، و لوری موچنیک، در بررسیهای کرکوس، آن را به عنوان یکی از شش "اولین کوئر برای خواندن در طی Pride Month" انتخاب کرد.
این رمان در لیست کوتاه جایزه بوکر ۲۰۲۰ قرار گرفت.

## اقتباس فیلم
در ۹ دسامبر سال ۲۰۲۰، اعلام شد بنر کید کادی نوازنده آمریکایی کید کادی در حال توسعه اقتباسی از رمان پردیس زندگی در دانشگاه، با بازی کادی است. استودیوی برون با رمان ماد سولار رمان جایزه بوکر ۲۰۲۰ را به دست آورد.